# Ligares
Ligares ist eine Gemeinde (Freguesia) im portugiesischen Kreis Freixo de Espada à Cinta. In ihr leben 333 Einwohner (Stand 19. April 2021).